# Aphanius baeticus
Aphanius baeticus noto in italiano come nono andaluso è un pesce d'acqua dolce e salmastra della famiglia Cyprinodontidae e dell'ordine Cyprinodontiformes, solo recentemente riconosciuto come specie distinta da Aphanius iberus.

## Distribuzione e habitat
Si tratta di una specie endemica della Spagna sudoccdentale, da Huelva al golfo di Cadice, compreso il Parco nazionale di Doñana, nel bacino idrografico del Guadalquivir.
Vive in lagune, canali di marea e piccoli torrenti, non allontanandosi mai dalla costa. È molto eurialino potendo popolare acque da dolci ad iperaline.

## Descrizione
Il suo aspetto è quasi del tutto simile a quello del nono moresco da cui si distingue prevalentemente per i caratteri della livrea.
Il maschio ha colorazione grigio argentea con 14-17 linee trasversali irregolari di color grigio, la pinna caudale è scura con bordo chiaro ed alcune linee verticali di punti azzurri. La femmina è grigia con macchie scure grossolane disposte in due linee longitudinali.
La taglia non supera i 3 cm.

## Biologia
Vive di solito 1 anno (al massimo 2).

### Alimentazione
Onnivoro.

### Riproduzione
Avviene in primavera-estate.

## Conservazione
Questa specie è seriamente minacciata di estinzione da fenomeni di inquinamento idrico, siccità ed introduzione de. specie aliene. Queste specie aliene (Gambusia holbrooki, Fundulus heteroclitus e Procambarus clarkii) possono portare all'estinzione le popolazioni di acqua dolce, mentre quelli di acque salate o iperaline sono meno soggette a questa competizione.